# Sacello
Il sacello è un piccolo edificio di culto riferito sia all'antichità romana sia al cristianesimo.

## Antichità romana

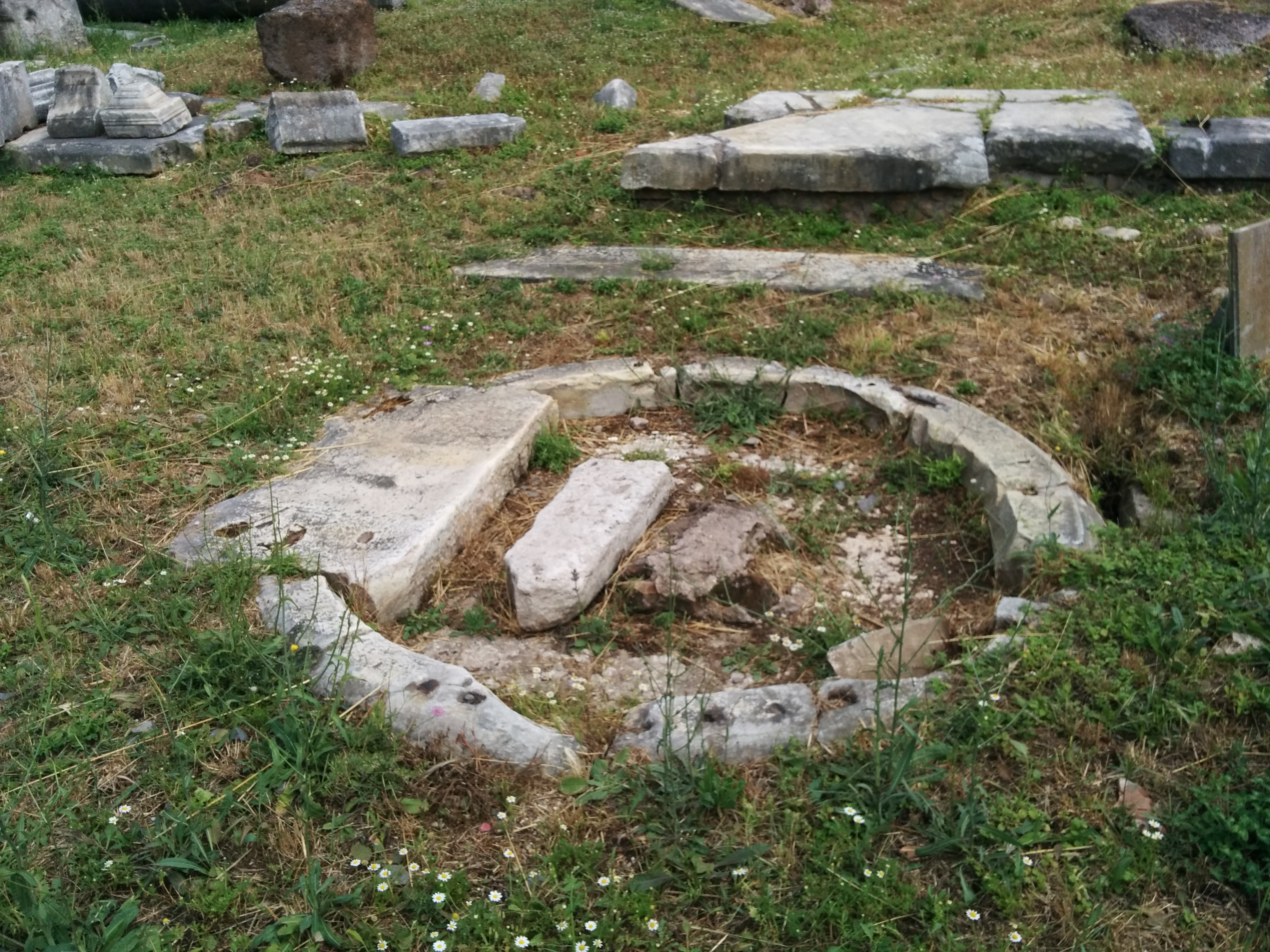
Il sacello di Venere Cloacina in Roma

Nell'antichità romana il sacello (latino sacellum, diminutivo di sacrum, "recinto sacro") era una piccola area recintata e senza copertura con al centro un'ara. Era solitamente dedicata a una divinità minore. Spesso nel sacello trovavano posto edicole, fontane, statue e tavoli per le offerte.
Oggi con il termine sacello riferito all'architettura romana si indica, più in generale, una zona o porzione di edificio dedicata al culto di divinità minori o familiari, come ad esempio le nicchie presenti all'entrata di alcune case di Pompei; e anche piccoli edifici cultuali inseriti in un complesso sacro, quale ad esempio il sacello di Venere a Spello.
A Roma, come narrano le fonti, esistevano molti sacelli, dedicati a diverse divinità; un esempio, nella forma di recinto sacro, è il sacello di Venere Cloacina presso il foro romano. Tra gli altri esempi di epoca romana, si può ricordare il sacello degli Augustali a Miseno (Campi Flegrei, Napoli), un tempietto destinato al culto dell'imperatore inserito in un più ampio complesso monumentale, o il Sacello delle Tre Navate ad Ostia, utilizzato per i riti di un culto orientale.

## Cristianesimo

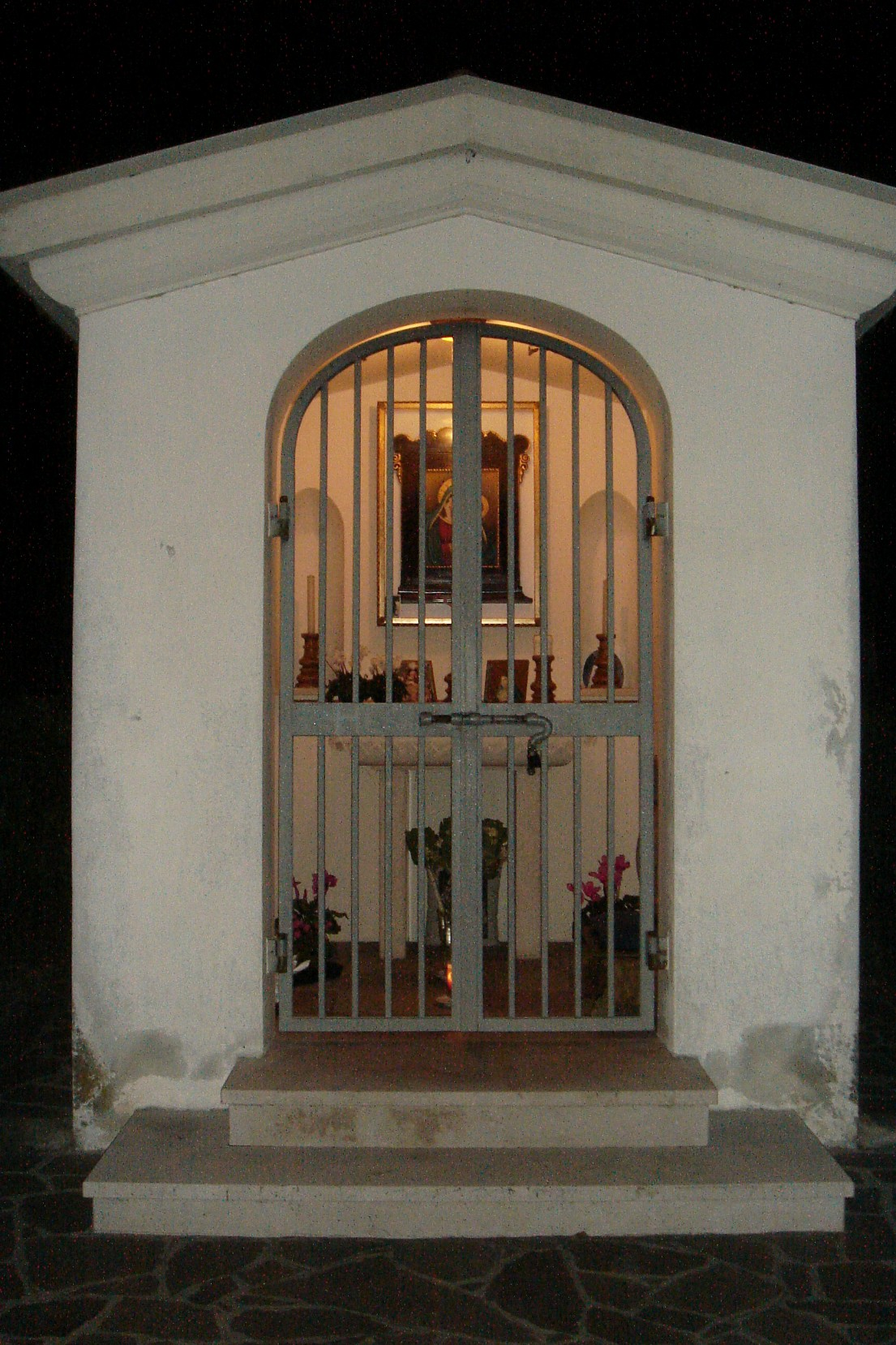
Un sacello cristiano (Castello Roganzuolo)

Nell'architettura cristiana con il termine sacello si indica una chiesa di piccole dimensioni, o una cappella, dove si conservano particolari reliquie o oggetti di culto. Un esempio particolare è il sacello Rucellai o Tempietto del Santo Sepolcro in San Pancrazio a Firenze, che è un monumento funebre che imita in scala il sepolcro di Cristo di Gerusalemme.